# Holcocera livorella
Holcocera livorella é uma espécie de mariposa do gênero Holcocera pertencente à família Coleophoridae.